# Oligúria
Oligúria e anúria são a diminuição e a ausência da produção de urina, respectivamente.
No caso de um adulto, com uma dieta normal, são eliminados em média 1500ml de urina pelos rins diariamente.
A diminuição da produção de urina pode ser um sinal de desidratação, insuficiência renal ou de uma obstrução urinária.

## Definição
Oligúria é definida como o volume da urina excretada menor que as necessidades para a eliminação de catabólitos. Convencionalmente é classificada como oligúria uma diurese inferior a 400 ml/dia em adultos, e como anúria uma diurese inferior a 100 ml/dia.
Clinicamente os níveis do volume de urina devem ser interpretados em conjunto com a densidade urinária para a prescrição de um diagnóstico preciso sobre o quadro renal, ou de alguma outra patologia associada.

## Patofisiologia
Oligúria:Debito urinário inferior a 400 ml em 24 horas.
Geralmente a oligúria decorre da diminuição do fluxo sanguíneo renal ou da diminuição da capacidade de filtração dos glomérulos, os mecanismo patofisiológicos causadores da oligúria podem ser classificados universalmente em três diferentes categorias: 
1- Nível Pré-renal: em resposta da má irrigação renal. 
- Exemplo : como um resultado de desidratação por um déficit na ingestão de líquidos, diarreia,choque hipovolêmico ou hemorragia.

2-Nível Renal: devido à danos renais
- Exemplo :irrigação deficiente, medicação,glomerulonefrite entre outros.

3-Nível Pós Renal: como consequência de uma obstrução do fluxo urinário 
- Exemplo :hiperplasia prostática benigna, cálculos renais, tumor obstruindo as vias urinarias, entre outros.

## Oligúria pós-operatória
Normalmente, os pacientes em pós-operatório têm diminuição da excreção de urina devido a fenômenos fisiológicos responsáveis pela perda de fluidos orgânicos ou sangue em uma cirurgia ou trauma e/ou, também, a uma resposta do córtex adrenal ao estresse, aumentando, consequentemente, a produção de aldosterona, que leva à retenção de água e sódio, e do ADH (hormônio antidiurético).